# Échec (concept)
Pour les articles homonymes, voir Échec.

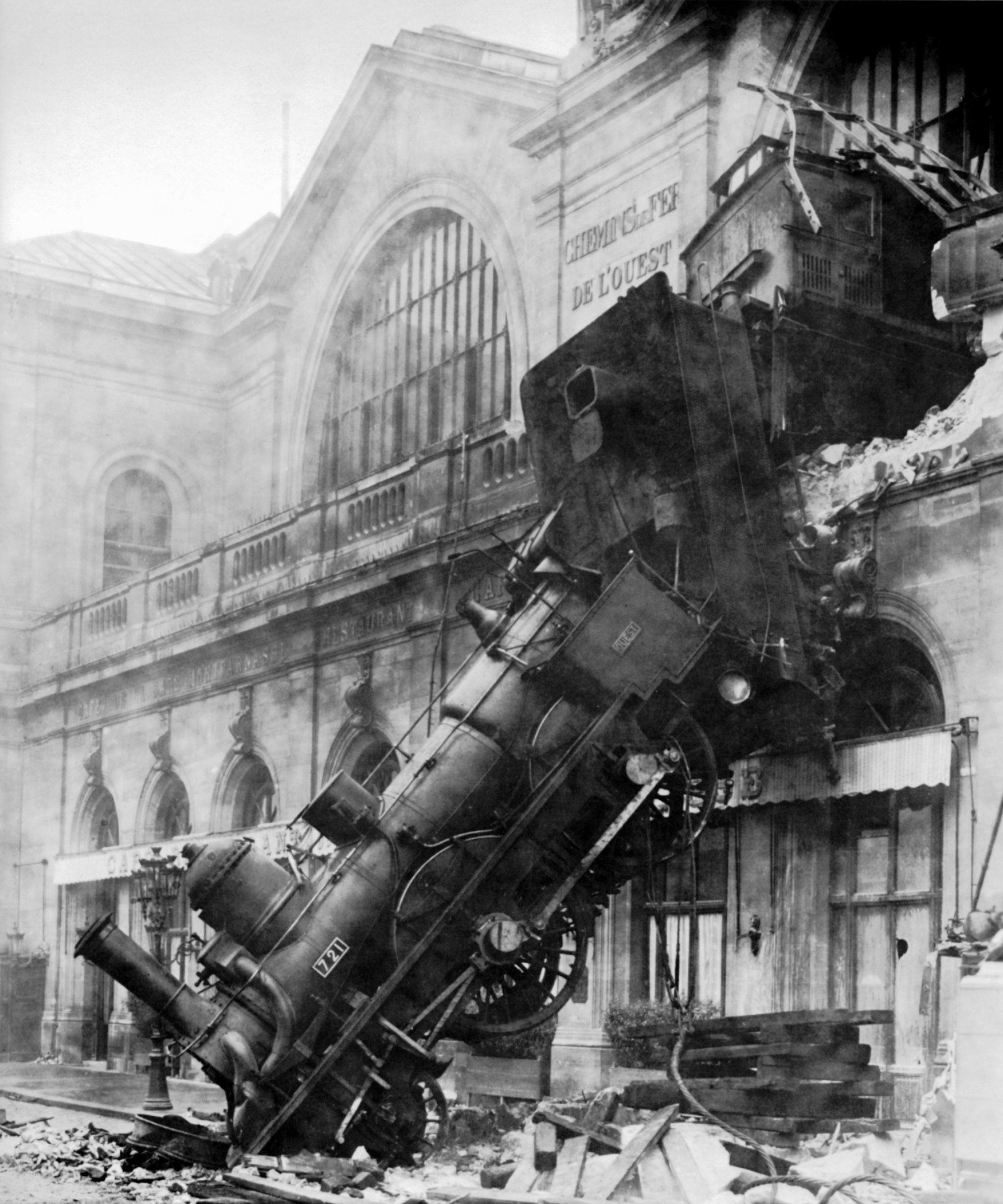
Le déraillement de Montparnasse en 1895 à Paris.

L'échec est l'état ou la condition de ne pas atteindre un objectif souhaitable ou prévu et peut être considéré comme l'opposé du succès. La défaillance d'un produit va de l'échec à vendre le produit à la rupture du produit, dans le pire des cas entraînant des blessures, discipline de l'ingénierie forensique.

## En science
« Si vous voulez réussir, doublez votre taux d'échec »

Le professeur de neurosciences du MIT, Earl K. Miller, a découvert que la raison pour laquelle nous continuons à répéter les erreurs est que les cellules du cerveau ne peuvent apprendre de l' expérience que lorsque nous faisons quelque chose de bien et non lorsque nous échouons.
Le rédacteur en chef du magazine Wired, Kevin Kelly, explique que l'on peut apprendre beaucoup de choses quand un évènement échoue de façon inattendue et qu'une partie du succès de la science vient du fait de garder les erreurs « petites, gérables, constantes et traçables ». Il utilise l'exemple d'ingénieurs et de programmeurs qui poussent les systèmes à leurs limites, les cassant pour en savoir plus sur eux. Kelly met également en garde contre la création d'une culture (par exemple, le système scolaire) qui punit sévèrement l'échec, car cela inhibe un processus créatif et risque d'apprendre aux gens à ne pas communiquer les échecs importants avec les autres (par exemple, les résultats nuls).

## Critères
Les critères d'échec dépendent fortement du contexte d'utilisation et peuvent être relatifs à un observateur ou à un système de croyances particulier. Une situation considérée comme un échec par l'un peut être considérée comme un succès par un autre, notamment en cas de concurrence directe ou de jeu à somme nulle. De même, le degré de réussite ou d'échec d'une situation peut être perçu différemment par des observateurs ou des participants distincts, de sorte qu'une situation que l'un considère comme un échec, une autre peut considérer comme un succès, un succès qualifié ou une situation neutre.
Il peut également être difficile, voire impossible, de déterminer si une situation répond aux critères d'échec ou de succès en raison d'une définition ambiguë ou mal définie de ces critères. Trouver des critères ou des heuristiques utiles et efficaces pour juger du succès ou de l'échec d'une situation peut en soi être une tâche importante.

## Types d'échecs
L'échec peut être perçu différemment du point de vue des évaluateurs. Une personne qui ne s'intéresse qu'au résultat final d'une activité considérerait qu'il s'agit d'un échec par conséquence logique si le problème de base n'a pas été résolu ou si un besoin de base n'est pas satisfait. Un échec peut également être un échec du processus par lequel, bien que l'activité soit terminée avec succès, une personne peut toujours se sentir insatisfaite si le processus sous-jacent est perçu comme étant en dessous de la norme ou de la référence attendue.
« Perdant » est un terme péjoratif pour une personne qui (selon les normes de l'observateur) est généralement infructueuse ou indésirable.

## Échecs commerciaux
Un échec commercial est un produit ou une entreprise qui n'atteint pas les attentes du succès.
La plupart des éléments énumérés ci-dessous avaient des attentes élevées, des investissements financiers importants et/ou une large publicité, mais ont été loin de réussir. En raison de la nature subjective du « succès » et de « la satisfaction des attentes », il peut y avoir désaccord sur ce qui constitue un « flop majeur ».
Des exemples d'échecs commerciaux bien connus sont  les défaillances d'entreprises liées à la bulle Internet de 1997-2001, voir entreprise Internet, et les flops au box-office.

## Mèmes Internet
« Fail » est le nom d'un mème Internet populaire où les utilisateurs superposent une légende, souvent le mot « fail » ou « epic fail » (échec épique), sur des photos ou de courtes vidéos représentant des événements infructueux ou des personnes ne répondant pas aux attentes. En juillet 2003, un contributeur à Urban Dictionary a écrit que le terme « fail » pouvait être utilisé comme une interjection « quand on désapprouve quelque chose », citant l'exemple : « Vous avez réellement acheté ça ? FAIL ». Cela est probablement dû à une forme abrégée de « You fail » (« tu as échoué ») ou, plus complètement, « You fail it », le message de raillerie game over dans le jeu vidéo japonais Blazing Star de 1998, connu pour son anglais erroné,,. Il existe tout un site Internet dédié aux « échecs » appelé Fail Blog. Le hashtag #fail est utilisé sur le site de microblogging Twitter pour indiquer le mépris ou le mécontentement, et l'image qui accompagnait auparavant le message selon lequel le site était surchargé est appelée fail whale (échec de la baleine).
Failboat (bateau de l’échec) ou consignment of fail (expédition d'échec) est une image macro populaire, comprenant des images de cargos qui coulent ou basculent des containers, avec des légendes telles que « le failboat est arrivé » ou « tous à bord du failboat ». Le navire d'origine dont l'image a été utilisée était le MV Cougar Ace[réf. nécessaire], bien que le Ital Florida, le MV Napoli et même le SS Normandy, coulé à son poste de mouillage dans le port de New York, soient apparus.
Le terme « miserable failure » (« échec misérable ») a également été popularisé à la suite d'un bombardement Google, qui a causé Google à renvoyer la biographie officielle de George W. Bush issu du site de la Maison Blanche comme résultat à la requête de recherche « miserable failure ».